# Винокуров, Степан Маркович
Степан Маркович Винокуров (1883—1969) — советский хозяйственный, государственный и политический деятель, Герой Социалистического Труда.

## Биография
Родился в 1883 году в Воронежской губернии. Член КПСС.
С 1900 года — на хозяйственной, общественной и политической работе. В 1900—1956 гг. — крестьянин в Воронежской губернии, батрак в селе Бражном ныне Канского района Красноярского края, бригадир полеводческой бригады сельскохозяйственной коммуны, колхоза «Заветы Ильича» Канского района Красноярского края, участник Великой Отечественной войны и войны с Японией.
Указом Президиума Верховного Совета СССР от 7 января 1948 года присвоено звание Героя Социалистического Труда с вручением ордена Ленина и золотой медали «Серп и Молот».
Умер в Канском районе в 1969 году.